# Губер Олександр Андрійович
Олекса́ндр Андрі́йович Гу́́бер (* 19 березня (1 квітня) 1902, Кам'янка, Чигиринський повіт, Київська губернія, нині Черкаська область, — † 16 червня 1971, Москва), історик, професор — 1935, доктор історичних наук — 1943, член-кореспондент АН СРСР — з 1953, академік АН СРСР — з 1966 року.

## Життєпис
Походить з дворянської родини; його прадід, Губер Йоганн Самуїлович, що приїхав до Росії 1807 року, був головою Московської євангелічно-лютеранської консисторії.
У 1925 році закінчив Московський інститут сходознавства. По навчанню випущений як фахівець з історії країн Південно-Східної Азії, як то — Індонезія, Філіппіни, В'єтнам. Також досліджував історію країн Латинської Америки.
В 1925—1927 роках — науковий співробітник іноземного відділу ЦСУ Держплану СРСР.
Власне, його зусиллями покладено початок вивчення в СРСР історії країн Південно-Східної Азії, для цього розробив ряд основних проблем їх історичного розвитку: зробив аналіз становлення соціальної структури колоніальної Індонезії, першим зацікавився та розкривав класовий характер і рушійні сили філіппінської революції.
Йому належать також роботи по питаннях національно-визвольного руху колоніальних народів, історії міжнародних відносин, безперечно з історії сходознавства.
Працював науковим співробітником Комуністичного університету трудящих Сходу — з 1927 року. В 1938—1945 та 1957—1968 роках працював в інституті історії АН СРСР, з 1968 — в інституті загальної історії АН СРСР, в інституті сходознавства АН СРСР — в 1950—1956 роках; у 1954—1956 — директор цього інституту.
З 1937 року працював викладачем роботу в Московському університеті, з 1946 року — в Академії суспільних наук при ЦК КПРС.
Є одним з авторів навчальних курсів по історії країн Сходу.
З 1957 року — голова Національного комітету істориків Радянського Союзу, член Головної редакції Радянської історичної енциклопедії — з 1958.
У 1956-62 роках — головний редактор журналу «Нова і новітня історія». В 1965-70 — віце-президент, з серпня 1970 — президент Міжнародного комітету історичних наук.
З 1958 року — президент суспільства радянсько-індонезійської дружби.
У 1964—1971 роках — голова Радянсько-Палестинського товариства.
1965 року стає віце-президентом, 1970 — президентом Міжнародного комітету історичних наук.
1967 року ініціював малайсько-індонезійські читання в Інституті східних мов при МДУ, на основі яких згодом створюється товариство «Нусантара».
Нагороджений 2 орденами Трудового Червоного Прапора, а також медалями.
Обирався головуючим XIII міжнародного конгресу історичних наук 1970 року в Москві.
Загалом було опубліковано понад 200 його наукових робіт. Був серед ініціаторів серії «Пам'ятники історичної думки».
Серед них:
- «Індонезія. Соціально-економічні нариси», 1932 — перша робота в СРСР про економіку, історію та культуру цієї країни,
- «Філіппіни», 1937,
- «Хосе Різаль», 1937, разом з О. К. Риковською,
- «Філіппінська республіка та американський імперіалізм» — 1943, докторська дисертація,
- «Криза колоніальної системи після Другої світової війни», 1947,
- «Філіппінська республіка 1898 року й американський імперіалізм», 1961,
- «Вибрані твори О. А. Губера», «Народи Азії і Африки», 1962.

У Інституті країн Азії і Африки щорічно на день його народження — 1 квітня — проводяться Губерівські читання.